# Kanchomé y Parco Folgore
Parco Folgore y Kanchomé son dos personajes ficticios y protagonistas de la serie de manga y anime Zatch Bell!.

## Kanchomé
Kanchomé es un mamodo de la misma edad de Zatch. Es perezoso, tiene un peinado en forma de cono, los ojos saltones y su boca es como la de un pato. Carga en su ropa un bolsillo con una infinidad de caramelos. Su personalidad tiende a ser infantil y abrasiva, a menudo gritando y gimiendo como un bebé. Sin embargo, muestra una gran determinación para proteger a sus amigos. Su debilidad son los dulces: a pesar de que tiene un bolsillo lleno de ellos, no puede resistirse a los dulces que están por ahí. Una vez quedó encerrado en un camión que contenía dulces y terminó en España como parte de un circo ambulante. Después de ser rescatado por Folgore, es engañado una vez más por un barco de caramelos que se dirigía al continente antártico y gasta una cantidad considerable de tiempo allí antes de ser encontrado por el Dr. Riddles. A veces suele ser listo, el mejor ejemplo es cuando él ve que la torre de Faudo es una prisión enorme que contiene a un gigante. Masami Kikuchi es la voz de Kanchomé en la versión original. En la versión en inglés, su voz es doblada por Richard Steven Horvitz, pero luego sería doblada por Jeff Nimoy durante el Arco de Zofis. Kanchomé clasificó quinto en el primer ranking de popularidad y octavo en el segundo.

## Parco Folgore
Parco Folgore es un actor famoso mundialmente por su atractivo físico y malas actuaciones, también es cantante de rock, procede de Milán, Italia. Por lo general pasa su tiempo dando conciertos y reuniendo a sus fans, en particular a las mujeres que lo aman. Sin embargo, él y Kanchomé llegaron a Japón con un propósito especial, el de derrotar a Zatch Bell y a Kiyo Takamine. Terminan empatados, pero se encuentran más tarde en Inglaterra, donde Kiyo encuentra a Folgore cantando para un grupo de niños enfermos en un hospital. Después se convierten en amigos, aunque a Kiyo no le agrada Folgore por ser mujeriego. Folgore tiene dos éxitos, "Chichi Wo MOGE" que traducido al español es "Tetas y Pechos", pero traducido en la versión española por "Hey, hey, ven a bailar" y "Muteki Folgore" que traducido sería "El Invencible Folgore". Con frecuencia aparece en 00F (Zero Zero Folgore) que tiene su propia canción también, 00F's Theme. En el manga se reveló información sobre Folgore diferente a la del anime: en su juventud deseaba ser una persona poderosa y fuerte de cuerpo y espíritu. Sin embargo, pronto perdió la cuenta de contra quién luchaba, haciéndolo contra cualquiera que se pusiera en su camino, ya fuera bueno o malo. Su forma de ser violenta hizo que sus padres lo echaran de su casa. Después de que se fue de su casa vio una imagen en una televisión de un pájaro parado en el diente de un hipopótamo. Al ver a la calmada pero poderosa criatura convivir con el ave, Folgore se sintió inspirado y tomó un camino diferente, más tarde llegó al estrellato gracias a su atractivo físico. Sin embargo, las cicatrices de su pasado no se borraron por completo. Incluso ahora, sus padres se niegan a tomar en consideración a Folgore a causa de su vida anterior. Hiroki Takahashi es la voz de Parco Folgore en la versión original. En la versión en inglés, su voz es doblada por Dave Wittenberg. Parco Folgore clasificó octavo en el primer ranking de popularidad y primero en el segundo. Raiku dijo que Folgore es su personaje favorito.

## Conjuros
Poruku: transforma a Kanchomé en cualquier objeto que pueda imaginar, pero únicamente obtiene su forma, no sus habilidades (transformación).
Koporuku: reduce el tamaño de Kanchomé al de apenas un muñeco. Inexplicablemente, también parece obtener una cerilla que utiliza para quemar libros, aunque se ignora si proviene del conjuro o se la da Folgore (transformación).
Dika Poruku: crea la ilusión de un Kanchomé gigantesco, cuyos movimientos reflejan los que realice el original. Aunque los ataques simplemente pasan a través de ella, una nube de humo surge del punto donde es golpeada, haciendo que parezca que el ataque ha impactado y no ha hecho efecto alguno (apoyo).
Gaporuku (solo videojuegos): exactamente igual que el Poruku, pero Kanchomé obtiene las habilidades de aquello en lo que se transforme (transformación).
Dima Boruku: hace aparecer varias copias de Kanchomé envueltas en un aura de luz. Cada una tiene el mismo poder y velocidad que Zatch usando el Rauzaruk (apoyo).
Fou Supuporuku: Kanchomé da una palmada con las manos y crea la ilusión de que el ataque del enemigo se desvanece, engañando al lector del libro para que deje de usar su energía del corazón, y de ese modo anulando realmente el conjuro (defensa).
Miriaru Poruku: Kanchomé dispara desde su mano lo que realmente no es más que una bola de gas y humo, pero que puede hacer que tome la apariencia de un conjuro que haya visto. El enemigo, al recibir el falso ataque, creerá estarlo experimentando realmente, y su cuerpo sufrirá daños. Solo funciona si lo emplea contra el usuario del conjuro que esté imitando (apoyo/ataque).
Shin Poruku: el ataque más poderoso de Kanchomé. Crea un mundo ilusorio donde puede controlar completamente las mentes y corazones del enemigo para que vean, oigan o sientan cualquier cosa que él desee. El control es tan poderoso que, incluso si el enemigo descubre que se trata de una ilusión, no puede escapar de ella (apoyo/ataque).

## Libros destruidos
- Bago (episodio 41)
- Ganz, en las ruinas de Devolo (episodio 61)
- Mukaron, en las ruinas de Devolo (episodio 69)